# Bernhard Mohrhagen

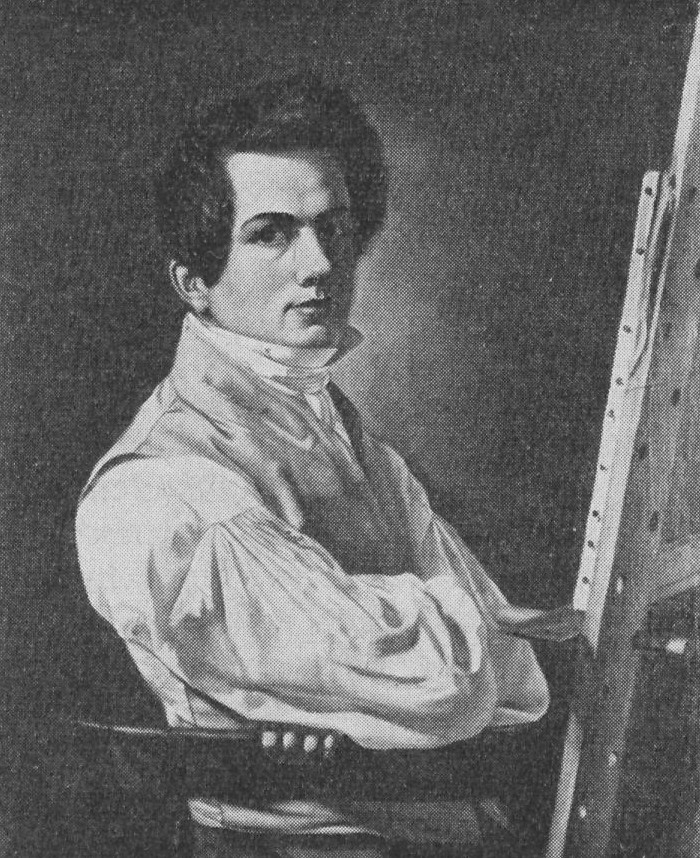
Bernhard Mohrhagen, Selbstporträt, ca. 1835

Carl Wilhelm Bernhard Mohrhagen (* 19. April 1814 in Itzehoe; † 29. August 1877 ebenda) war ein deutscher Bildnis-, Genre- und Landschaftsmaler. 

## Leben
Bernhard Mohrhagen war der Sohn des Klosterhofmeisters Carl Friedrich Mohrhagen (* 27. Februar 1771 in Eutin, Ostholstein; † 11. März 1857 in Itzehoe) und Anna Margaretha Göttsche (* 1775 Glückstadt). Bernhard Mohrhagen war der Enkelsohn von Adolph Friedrich von Rumohr-Manhagen (* 23. Juni 1746 in Eutin; † 1. Februar 1813 auf Gut Rosenhof) und Catharina Elisabeth Schlatow (* 20. April 1746 in Eutin; † 31. August 1808 in Grömitz, Ostholstein).
Von 1830 bis 1832 besuchte er die Kunstakademie Kopenhagen, wo er mit dem Landschaftsmaler Louis Gurlitt Freundschaft schloss. 1835 begann er ein unstetes Wanderleben. 1835 hielt er sich mit dem dänischen Genremaler David Mondes in Frankfurt auf, anschließend war er in München, Zürich, Genf und Paris. Längere Zeit lebte er in Mailand und fand am Comer See Motive für mehrere Bilder. 1848 ließ er sich in Itzehoe nieder und beschickte von hier Ausstellungen in Hamburg, Hannover und Berlin. 1851 wurde er in Hamburg ansässig und wurde Mitglied des Hamburger Künstlervereins von 1832. 1834 führte das Wiedersehen mit Louis Gurlitt in Hamburg zu einer vorübergehenden Kooperation, wobei Gurlitt die Landschaften malte und Mohrhagen die Staffagefiguren. In Hamburg unterrichtete er die deutsche Porträtmalerin Julie de Boor im Zeichenunterricht. Zum weiteren war er Lehrer der deutschen Zeichnerin, Aquarellistin und Kunstsammlerin Ebba Tesdorpf.

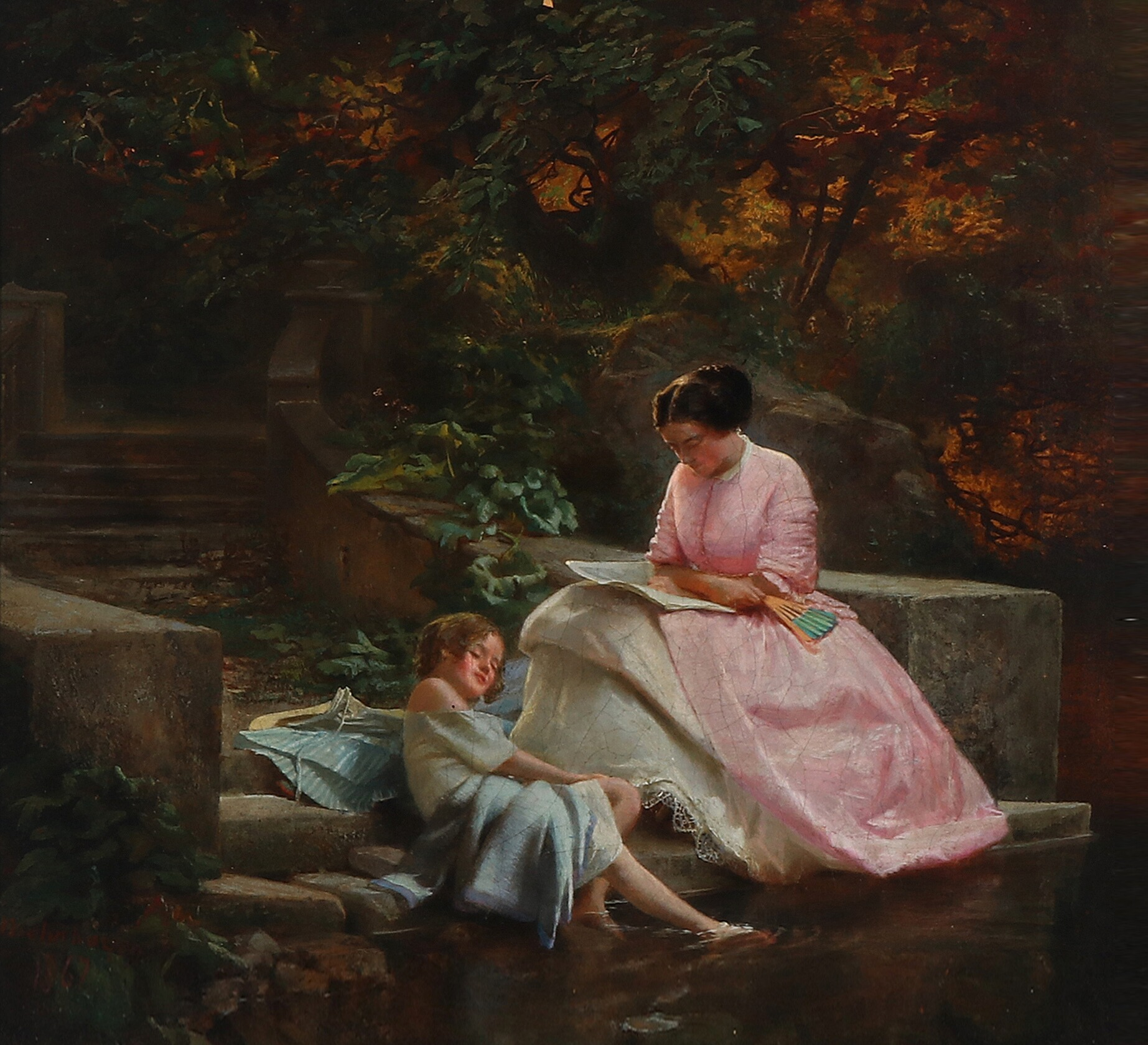
Dieses Gemälde von 1867 wurde am 26. Februar 2018 bei Bruun-Rasmussen Auktionen verkauft.

## Werke (Auswahl)
- Selbstbildnis, um 1831, Öl auf Leinwand, 53 × 43 cm, Stiftung Schleswig-Holsteinische Landesmuseen, Schloss Gottorf, Schleswig.
- Bilder in der Kunsthalle Hamburg.(Boot mit Landleuten auf dem Comer See 1853); Interieur.
- Bilder im Kaiser-Friedrich-Museum Magdeburg (heute Kulturhistorisches Museum Magdeburg) (Stillleben am Comer See).
- Bilder im Schleswig-Holsteinischen Landesmuseum (Stiftung Schleswig-Holsteinische Landesmuseen) Schloss Gottorf.
- Genre und Volkslebenbilder: „Der verbotene Roman“, „Die Wasserfahrt“, „Lanfranco in seinem Kloster Fresken malend“, „Mönche lesen Dante (Dante Alighieri) - La divina commedia (Göttliche Komödie) in Gegenwart von Dante“, „Auf dem Comer See“, „Innenraum“